# Mid Sussex Football League
Mid Sussex Football League är en engelsk fotbollsliga vars divisioner återfinns mellan nivå 11 och 21 i det engelska ligasystemet.
Ligan är uppbyggd av en högsta division kallad Premier Division och tio underdivisioner (den tionde divisionen startades säsongen 2008/09). Ligan är en matarliga till Sussex County Football League Division Three, en annan liga med en division på nivå 11. Det innebär i praktiken att toppdivisionen i MSFL ligger på nivå 12.

## Mästare
| Säsong  | Premier Division         | Championship Division | Division One                | Division Two           | Division Three               | Division Four             | Division Five                 |
| ------- | ------------------------ | --------------------- | --------------------------- | ---------------------- | ---------------------------- | ------------------------- | ----------------------------- |
| 2002-03 | Lewes Bridgeview FC      |                       | East Grinstead United FC II | Jarvis Brook FC        | Maresfield Village FC II     | Lewes Rovers II           | Crawley Down FC III           |
| 2003-04 | Old Varndeanians FC      |                       | Jarvis Brook FC             | Sporting Lindfield FC  | Rotherfield FC               | Horsted Keynes FC         | Ardingly FC II                |
| 2004-05 | Wisdom Sports FC         |                       | Willingdon Athletic FC      | Uckfield Town FC II    | Horsted Keynes FC            | Willingdon Athletic FC II | AFC Ringmer                   |
| 2005-06 | East Grinstead United FC |                       | Felbridge FC                | Horsted Keynes FC      | Willingdon Athletic FC II    | AFC Ringmer               | Keymer & Hassocks FC          |
| 2006-07 | Old Varndeanians FC      |                       | Hartfield FC                | Franklands Village FC] | Horley Athletico FC          | Keymer & Hassocks FC      | Turners Hill FC II            |
| 2007-08 | Lindfield                |                       | Uckfield Town II            | AFC Ringmer            | Roffey                       | Lindfield II              | Danehill                      |
| 2008-09 | Old Varndeanians         |                       | Crawley Down III            | Roffey                 | Dormansland Rockets          | Uckfield Town III         | Barcombe                      |
| 2009-10 | Lindfield                |                       | Roffey                      | Dormansland Rockets    | Framfield & Blackboys United | Barcombe                  | Copthorne                     |
| 2010-11 | Maresfield Village       | Dormansland Rockets   | AFC Grinstead               | Keymer & Hassocks      | Copthorne                    | Roffey II                 | Fairwarp                      |
| 2011–12 | Dormansland Rockets      | Rotherfield           | Peacehaven United           | Ditchling              | Cuckfield Town Reserves      | Wivelsfield Green         | Furnace Green Galaxy Reserves |
| 2012–13 | Dormansland Rockets      | Burgess Hill Albion   | Smallfield                  | East Court             | Roffey Reserves              | Copthorne Reserves        | DCK Copthorne                 |
| 2013–14 | East Grinstead United    | Smallfield            | Furnace Green Rovers        | Ashurst Wood           | Copthorne Reserves           | DCK Copthorne             | Nutley                        |
| 2014–15 | Peacehaven United        | Portslade Athletic    | Dormansland Rockets         | Barcombe               | AFC Haywards                 | United Services           | Copthorne 'A'                 |
| 2015–16 | Jarvis Brook             | Dormansland Rockets   | Nutley                      | Copthorne II           | DCK Maidenbower              | Eastbourne Rangers II     | AFC Haywards II               |
| 2016–17 | Lindfield                | Sporting Lindfield    | Burgess Hill Albion         | West Hoathly           | Jarvis Brook II              | Ridgewood                 | Burgess Hill Rhinos           |

Källa: Football Mitoo